# Fanò
Fanò o Othoni (in greco Οθωνοί?; IPA: /ɔθɔˈni/, in greco antico Phanós o Othōnói) situata nel Canale d'Otranto, è l'isola greca più occidentale facente parte dell'arcipelago delle Diapontie, incluse nella regione amministrativa delle isole Ionie. È l'isola greca più vicina all'Italia, da cui dista solo 78 km.

## Geografia fisica
Dal punto di vista amministrativo costituisce una delle comunità o frazioni in cui è suddiviso il comune di Corfù nell'omonima prefettura. Per quanto riguarda il punto di vista meramente geografico, l'isola di Fanò è una delle cinque isole che costituiscono l'arcipelago delle isole Diapontie e a sua volta costituisce un ulteriore arcipelago (che prende il suo stesso nome) di 44 tra isolette e scogli minori.
L'isola è situata a 6 miglia nautiche dall'isola di Mathraki, 8 miglia nautiche da quella di Merlera, 12 miglia nautiche dal porto di Corfù e a 36 dalla città medesima, 38 miglia nautiche da Capo Linguetta in Albania e a 43 miglia nautiche da capo d'Otranto in Italia.
Il suo punto più alto è il monte Corvo a 394 s.l.m., mentre su di un precipizio posto alla sua estremità orientale sorgono le rovine di un antico castello veneziano e nella zona di Castri presso punta dei Genovesi sorge invece un faro per segnalamenti marittimi alto 13 m che, costruito nel 1872, è per potenza il secondo di Grecia. Nel suo porticciolo è pure presente un ufficio della guardia costiera greca, ovvero della Λιμενικό Σώμα - Limeniko Sōma (Λ/Σ) che funge da autorità portuale.

## Mitologia
- Esichio racconta che quando era ancora disabitata, dopo la guerra di Troia vi trovò rifugio Elefenore, re degli Abanti di Eubea che, dopo aver ucciso accidentalmente il nonno Abante era stato costretto all'esilio, ma fu cacciato dall'isola per opera di un drago.[13]
- La toponomastica del luogo lascia pensare che l'isola abbia avuto un ruolo nella mitologia omerica,[13] infatti si crede che la grotta[14] della baia di Calipso, un'insenatura sotto il faro più piccolo all'estremo sud dell'isola, sia il luogo in cui Calipso stregò Ulisse e lo tenne prigioniero per sette anni, coincidenze che la pongono come possibile candidata ad isola omerica di Ogigia, mai identificata con certezza.

## Storia
In tempi moderni, i primi abitanti di Fanò giunsero principalmente dall'isola di Passo e dall'Epiro. Gli othonioti dovettero combattere più volte contro le incursioni dei pirati barbareschi ed algerini, infatti al centro dell'isola, sulla collinetta "Kalodiki" ad un'altezza di 217 m., si trova un monumento in memoria degli eventi che ebbero luogo sull'isola nel 1537, quando i pirati guidati dal famigerato Khayr al-Din Barbarossa, dopo una dura battaglia, uccisero un gran numero di isolani.
Fu soltanto dopo la grande battaglia navale di Lepanto, nel 1571, quando la flotta cristiana della Lega Santa sconfisse quella Turca, che fu possibile ripopolare l'isola e viaggiare con maggior sicurezza. I nuovi abitanti provenivano in massima parte da Passo e Parga, con cui condividono molti cognomi.
La storia contemporanea vede l'isola di Fanò come possedimento veneziano, poi dopo un breve periodo sotto la dominazione francese, decretata dal Trattato di Campoformio che aveva assegnato ai transalpini l'Eptaneso, nonché la breve parentesi della Repubblica delle Sette Isole Unite, tra il 1800 e il 1807, il Trattato di Parigi del 1815 stabilì che essa, sempre insieme alle isole Ionie, divenisse protettorato del Regno Unito fino al suo passaggio alla Grecia avvenuto nel 1864.
Dopo il 1850 iniziò un intenso flusso migratorio verso l'Australia e le Americhe. Durante la prima guerra mondiale, l'isola di Fanò fece parte di un imponente sistema di sbarramento del Canale d'Otranto attuato dalla flotta alleata tra Brindisi in Italia, e Corfù sul lato albanese dell'Adriatico.
Tale blocco mirava ad impedire l'accesso al Mediterraneo alle unità dell'Imperial regia Marina austro-ungarica che avrebbero così potuto minacciare le operazioni alleate. Il blocco fu efficace nell'impedire alle navi di superficie austroungariche ad arrischiarsi di uscire dai propri porti dalmati, ma ebbe pochi effetti sui sottomarini con base a Cattaro, fino a quando, nel 1918, venne completato uno sbarramento fisico dell'intero canale d'Otranto con reti e boe ma l'ultimo tentativo di forzamento dello stesso, pianificato dall'ammiraglio in capo della flotta Miklós Horthy, fallì il 10 giugno 1918, quando il gruppo di navi da battaglia partito da Pola con notevole ritardo, fu intercettato dai MAS 15 e 21 della Regia Marina comandati rispettivamente dal capitano di corvetta Luigi Rizzo e dal guardiamarina Giuseppe Aonzo, che affondarono nei pressi di Premuda la corazzata Santo Stefano.

## Villaggi
Fanò è divisa in due regioni che sono Ano Panta (in greco: Άνω πάντα) e Kato Panta (in greco: Κάτω πάντα). Ci sono più di 20 villaggi.

Chorio, Ano Panta, Fanò

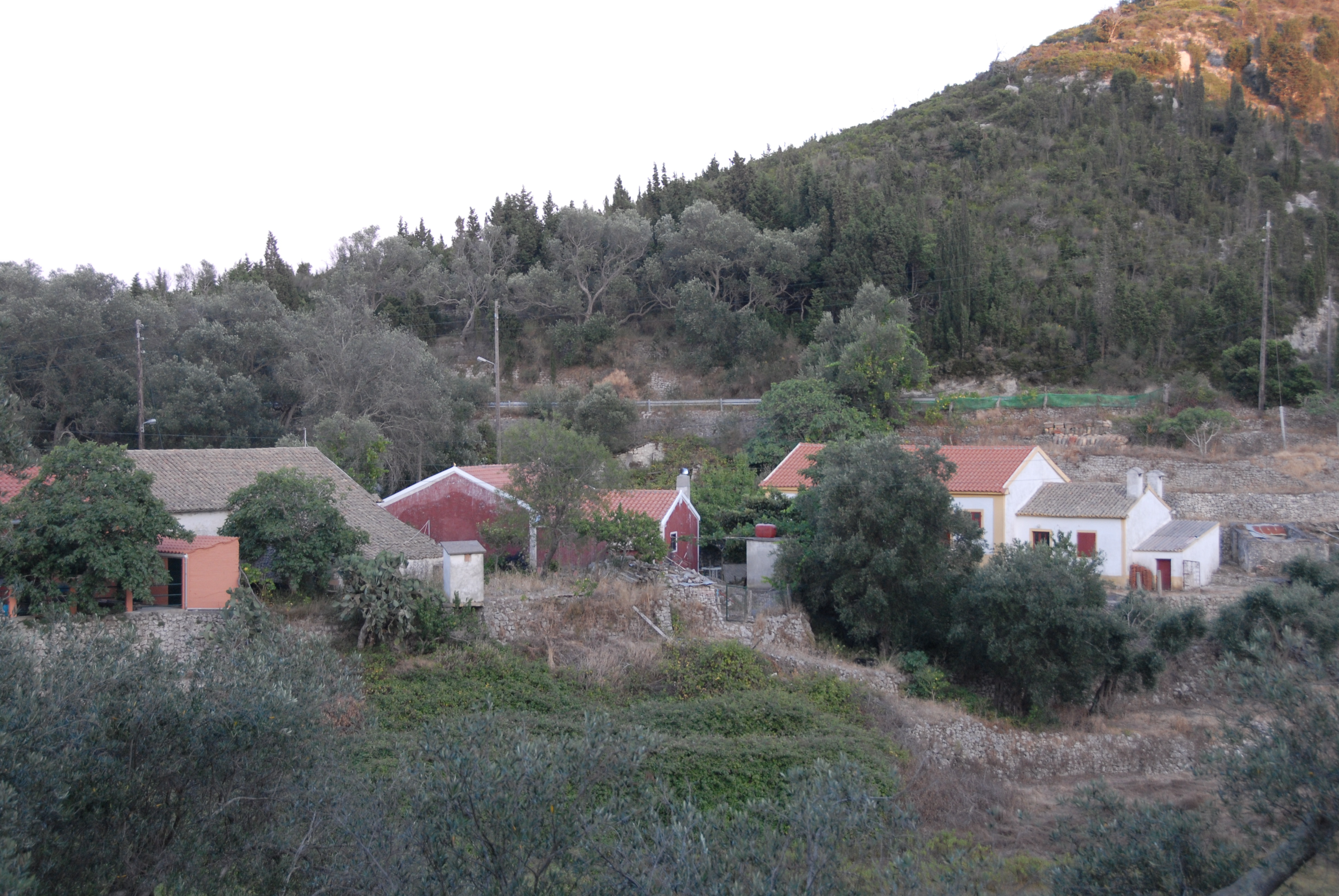
Dafni, Ano Panta, Fanò

| Villaggio                            | Regione    |
| ------------------------------------ | ---------- |
| Chōrio                               | Ano Panta  |
| Dafni (con Fragoplatika e Mogiatika) | Ano Panta  |
| Stavros                              | Ano Panta  |
| Vitsentziatika                       | Kato Panta |
| Argyratika                           | Kato Panta |
| Deletatika                           | Kato Panta |
| Damaskatika                          | Kato Panta |
| Katsouratika                         | Kato Panta |
| Ammos,                               | Kato Panta |
| Papadatika                           | Kato Panta |
| Mastoratika                          | Kato Panta |
| Kasimatika                           | Kato Panta |
| Benardatika                          | Kato Panta |
| Pagalatika                           | Kato Panta |
| Katsouratika                         | Kato Panta |
| Mihatika                             | Kato Panta |
| Avlakia                              | Kato Panta |

## Principali attrazioni

### Chiese

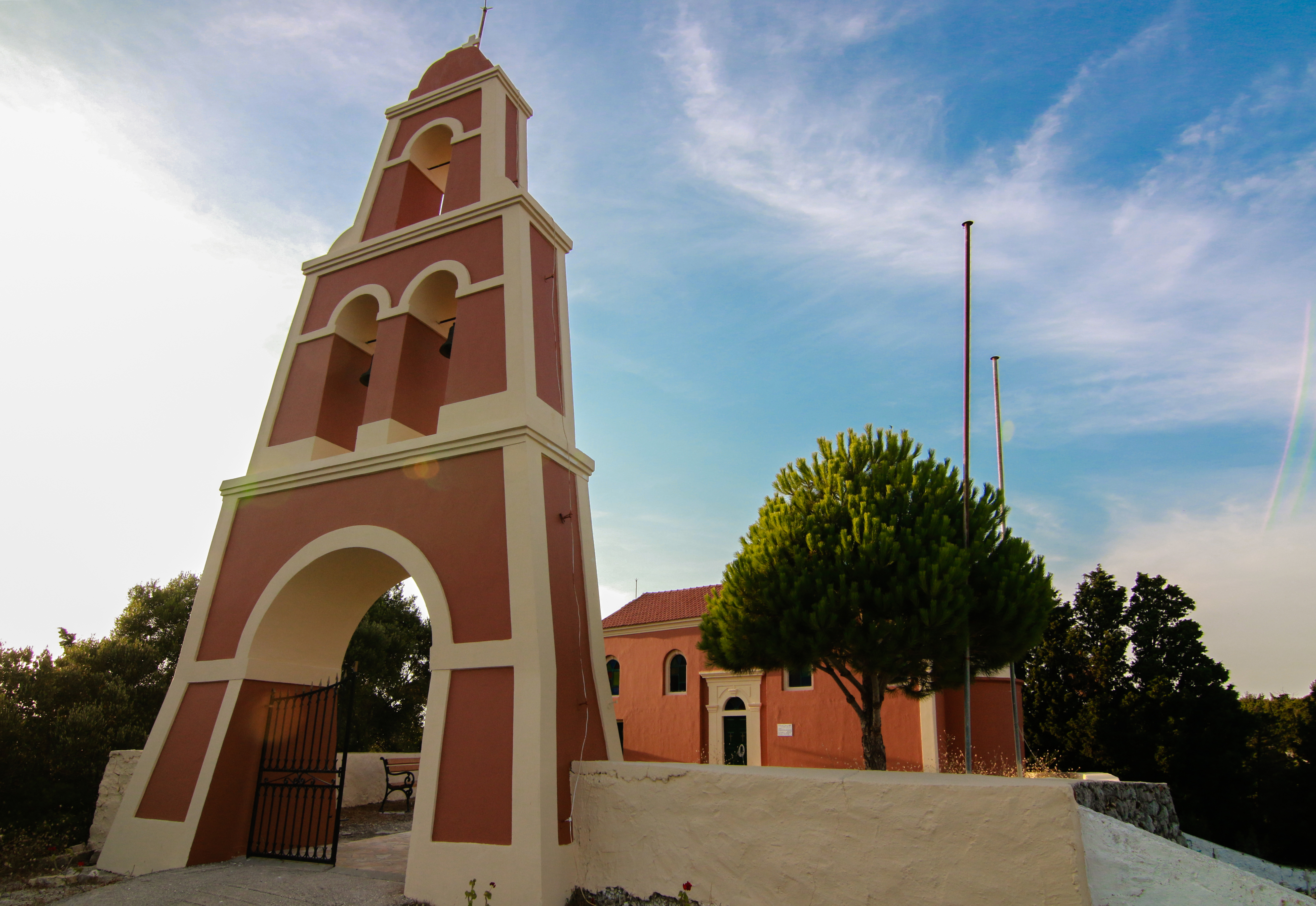
Chiesa Vergine Maria, Ano Panta, Fanò

- Chiesa della Santissima Trinità: a Ammos (greco Εκκλησία Αγίας Τριάδος) (1892).
- Chiesa Vergine Maria (in greco: Εκκλησία Παναγίας θεοτόκου) vicino al quartiere Stavros.
- Chiesa di San Giorgio: a Chorio (greco Εκκλησία Αγίου Γεωργίου) (circa 1864).
- Agia Paraskevi chiesa (in greco: Εκκλησία Αγίας Παρασκευής) (e il vecchio mulino di pietra) a Damaskatika.

### Altri edifici
- La scuola di Fanò (in greco: Σχολείο Οθωνών) (1912) a Ammos.
- Le rovine della fortezza veneziana alla fine a nord est di capo Castri collina ad un'altitudine di 100 m.
- Faro di Fanò (in greco: Φάρος Οθωνών) (costruito nel 1872).

### Monumenti
- Monumento a marinai dell'isola di Fanò, a Ammos.
- Monumento a sottomarino PROTEUS, a Ammos.

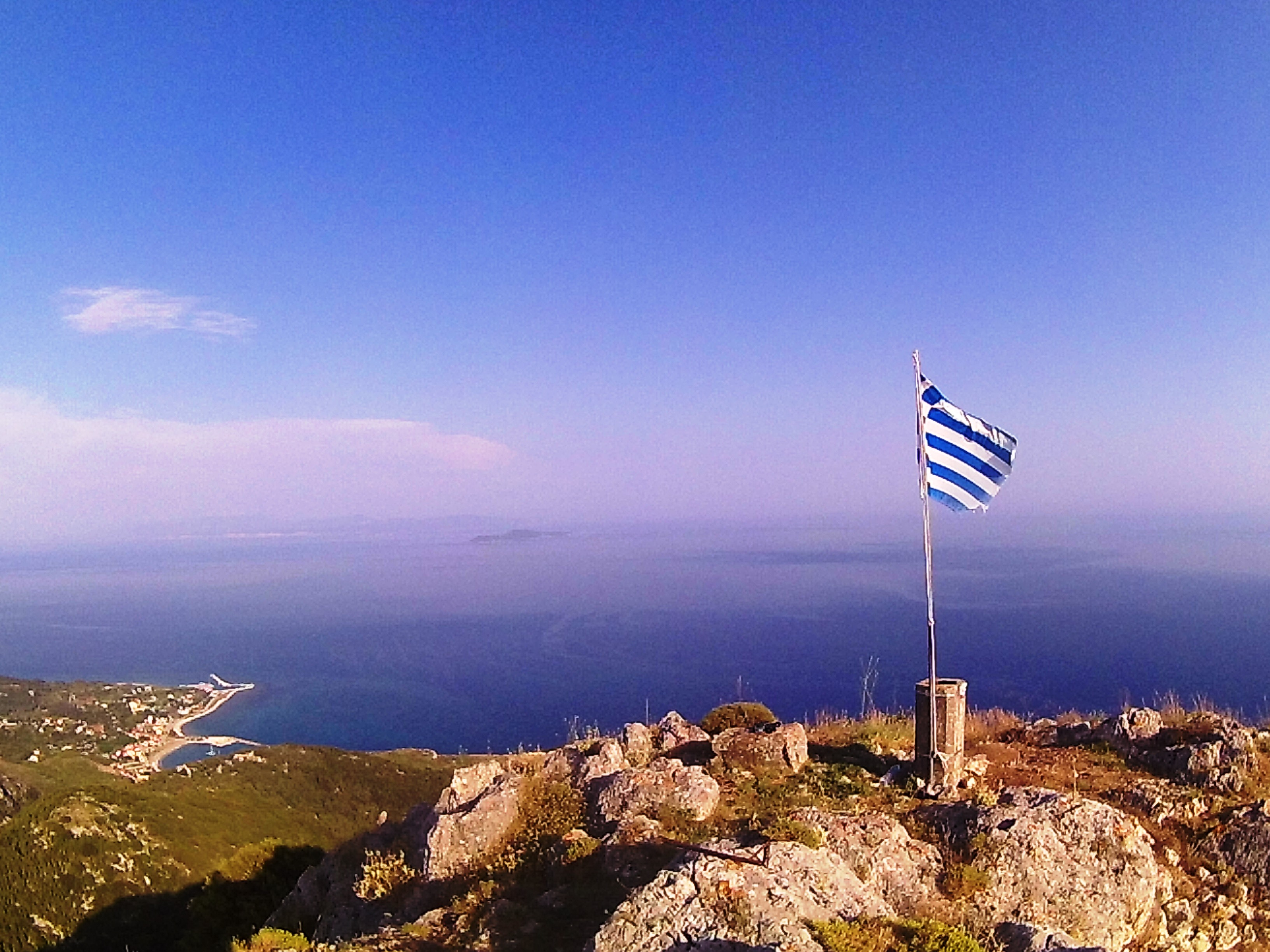
Monte Imerovigli, Fanò

### Natura

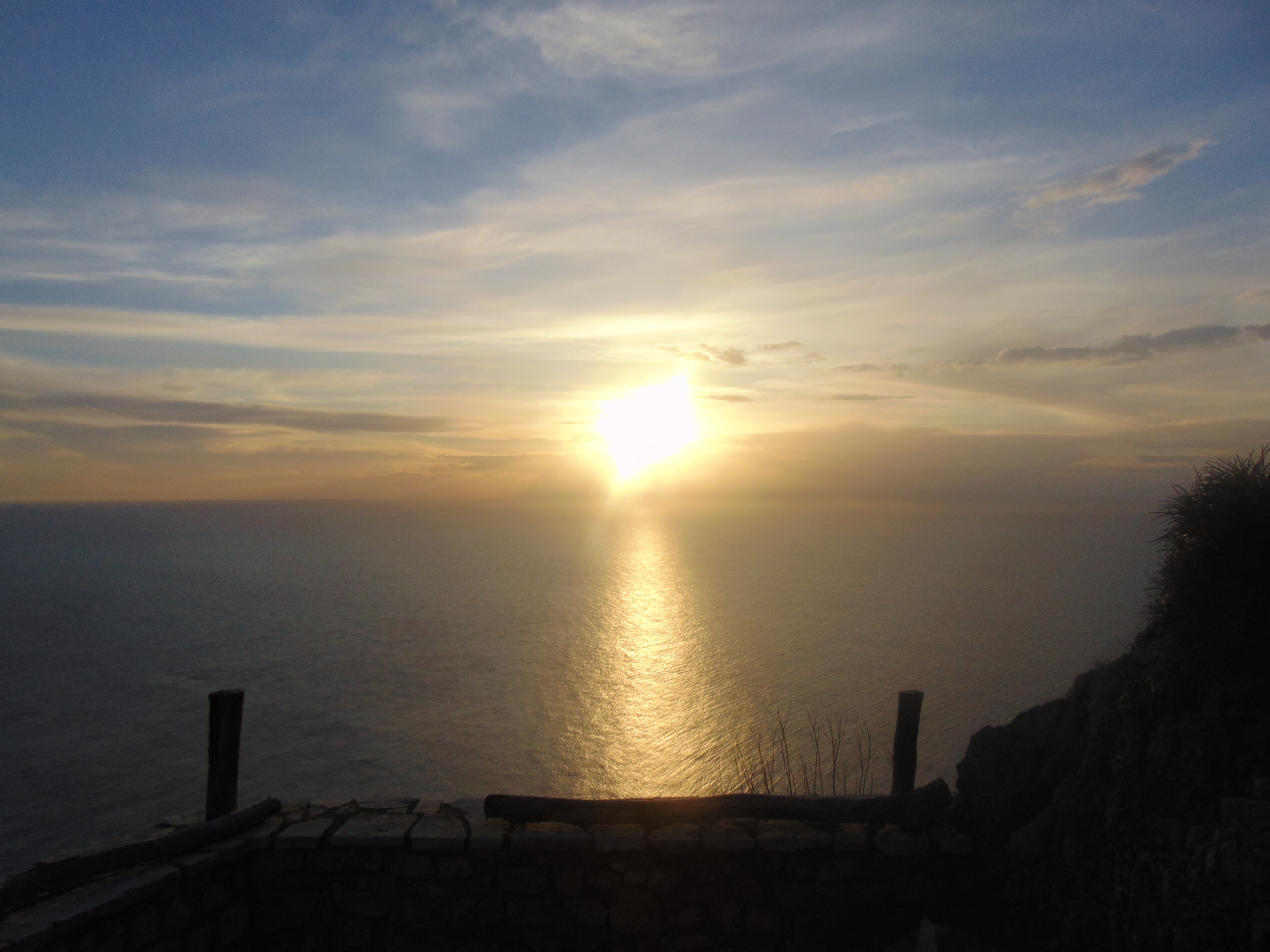
Tramonto, Ano Panta, Chorio, Fanò

- Aspri Ammos spiaggia (in greco: Παραλία Άσπρη άμμος) che è accessibile solo in barca ad ovest dell 'isola.
- Grotta di Calypso (in greco: Σπήλαιο Καλυψώς), nei pressi della spiaggia di Aspri Ammos.
- Monte Imerovigli (in greco: Όρος Ημεροβίγκλι) e la cima più alta dell'isola con un'altezza di 395 metri (1.296 piedi)
- Kamara (in greco: Καμάρα) nei pressi di Ammos.
- Iliovasilema (Tramonto) a Chorio. [21] [22]

### Spiagge

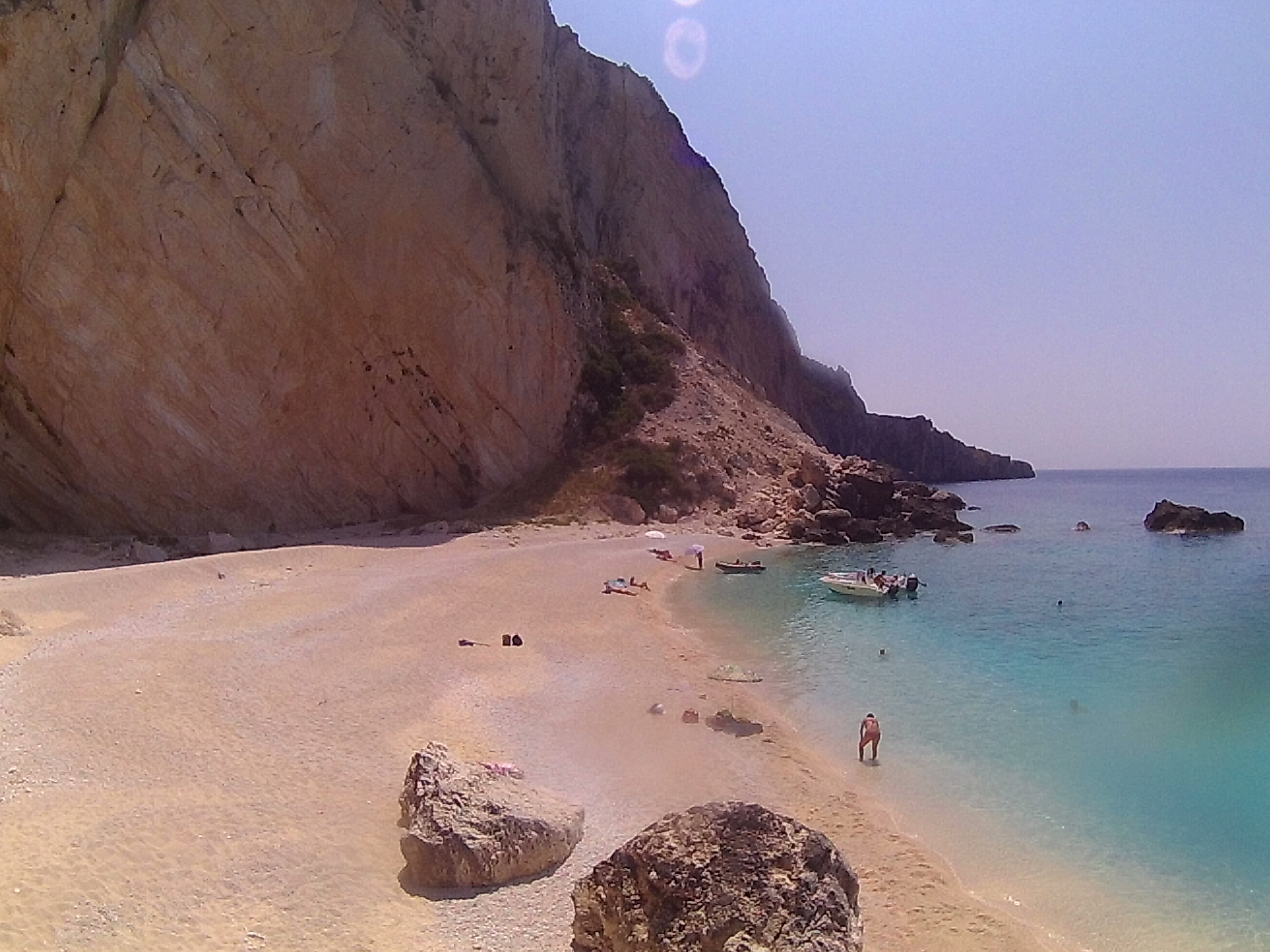
Aspri ammos spiaggia, Fanò

La maggior parte delle spiagge dell'isola sono raggiungibili in barca, tra cui Ammos, Molos, Kamini, Kanoula, Kontoskes, Rogi, Fyki, Xilosermi, e Aspri Ammos. Si tratta di un'isola ben noto per la fotografia subacquea a causa della peculiare geomorfologia dei fondali e le numerose grotte. Altri luoghi di interesse sono le Moshopontikas, Xylosermi, baia Fyki (dove si trova il relitto sommerso di Sarah nave). Fanò è stato spesso visitato dal naturalista francese Jacques Cousteau e la sua nave esplorativa Calypso.

### Percorsi
Il percorso tradizionale è stato creato ed utilizzato dai primi abitanti, ed è stato successivamente riaperto dal comune e le iniziative private. Gli abitanti del posto e visitatori possono utilizzare il percorso per raggiungere quasi ogni quartiere e parte dell'isola a piedi, così come il Monte Imerovigli (Merovigli), e la cima più alta dell'isola, con una altezza di oltre 390 metri (1.280 piedi), con vista sulle altre isole Diapondia, mar Ionio e mare Adriatico.

### Altri
Porto di Ammos (in greco: Λιμένας Άμμου) è il quartiere più popoloso con piccoli alberghi, ristoranti, negozi rent-a-bike, caffè, stazione di polizia, clinica comunità con ambulanza e autorità portuale.